# Потомъкът на Чингис хан
„Потомъкът на Чингис хан“ (на руски: Потомок Чингисхана) е съветски филм от 1928 година, пропагандна драма на режисьора Всеволод Пудовкин по сценарий на Осип Брик и Иван Новокшонов, базиран на едноименната повест на Новокшонов.
Сюжетът, изцяло лишен от реална историческа основа, е развит около монголски пастир, който се присъединява към съветските партизани, а след като се разбира, че е пряк потомък на Чингис хан, е заловен от британски интервенти и поставен начело на марионетно монголско правителство, но в крайна сметка отново преминава на страната на болшевиките. Главните роли се изпълняват от Валерий Инкижинов, А. Дединцев, Анел Судакевич.
„Потомъкът на Чингис хан“ е третата част от трилогията на Пудовкин на революционна тематика, включваща още филмите „Майка“ („Мать“, 1926) и „Краят на Санкт Петербург“ („Конец Санкт-Петербурга“, 1927).